# Hydroglyphus balkei
Hydroglyphus balkei är en skalbaggsart som beskrevs av Lars Hendrich 1999. Hydroglyphus balkei ingår i släktet Hydroglyphus och familjen dykare. Inga underarter finns listade i Catalogue of Life.